# عبد العليم صافي
عبد العليم أحمد صافي (1916 - 2005) شاعر سوري. ولد في مدينة حمص ونشأ بها. حصل على شهادة أهلية التلعيم الابتدائية من جامعة حلب في 1934، وعلى ليسانس في اللغة العربية وآدابها من جامعة دمشق في 1950 والحقوق في نفس السنة. حصل أيضًا على دبلوم في أصول التربية والتدريس. عمل مدرّسًا في المدارس الابتدائية بحمص ثم مدرسًا في المدارس الثانوية حتى 1976 حيث أحيل إلى التقاعده. له دراسات تحليلية وأدبية. نشر شعره في عدد من الصحف والمجلات السوريّة والعربيّة مثل جريدة حمص والمجلة العربية. 

## سيرته
ولد عبد العليم بن أحمد صافي في مدينة حمص سنة 1916م/ 1335 هـ في عائلة معروفة عريقة ونشأ بها. أنهى دراسة بدار المعلمين الابتدائية في 1934، ثم عمل معلمًا في المدارس الابتدائية. أنهى دراسته الجامعية في دمشق 1950، وحصل على الليسانس في الآداب ودبلومًا في التربية والتعليم وليسانسًا في الحقوق. 

عمل مديراً لتجهيز بنات حمص، ثم للتجهيز الثالثة، فالثانية فالأولى، ثم اختارته وزارة المعارف مديراً للتربية والتعليم في حمص، وهو أكبر منصب ثقافي رفيع توصل إليه. وظل في هذا منصب حتى تقاعده. 

توفي عبد العليم صافي في سنة 2005 م/ 1426 هـ. 

## مؤلفاته
من دراساته :
- عن رسالة الكتاب للجاحظ.
- عن أبي العلاء المعري، وهي رسالة قدمها لكلية الآداب في دمشق.
- ديك الجن الحمصي رائد الصنعة الفنية في الأدب العربي : دراسة تحليلي
- قصيدة ابن الرومي في رثاء البصرة.

## وصلات خارجية
- عبد العليم صافي على موقع أرشيف الشارخ.
- في موقع أرشيف المجلات